# 東陽龍屬
東陽龍屬（屬名：Dongyangosaurus）是來自晚白堊紀早期的一屬蜥腳下目薩爾塔龍科恐龍。唯一的物種是中華東陽龍（Dongyangosaurus sinensis），由呂君昌和同僚於2008年敘述、命名，所知來自單一破碎骨骼，發現於中國浙江省。如同其他蜥腳類，東陽龍是大型四足草食性動物。

## 敘述
唯一的標本編號DYM 04888保存於東陽市博物館。包含十節背椎、薦骨、兩節尾椎以及完整的骨盆，且關節仍連接著。
東陽龍是中型蜥腳類，長約15公尺及高約5公尺。背椎以眼形側基節及低雙叉神經棘為特色。薦骨包含六節融合的薦椎，是多孔椎龍類的共有衍徵。尾椎前後內凹。恥骨短於坐骨。閉孔狹窄並擴張。

## 分類
當初描述本屬時被認為是巨龍形類的位置未定屬。2013年的研究則認為屬於薩爾塔龍科並與蒙古的後凹尾龍有接近親緣關係。2019年再度被排除於岩盔龍類之外。

## 發現
浙江的上白堊紀地層以豐富的恐龍蛋化石聞名，而恐龍化石則相對稀少。已敘述的物種包含金華組的蜥腳類江山龍、鐮刀龍類的「浙江吉蘭泰龍」、朝川組的結節龍科的浙江龍與東陽盾龍。東陽龍來自方岩組，其確切年代未知，但學者普遍認為是上白堊紀。
標本於2007年出土於東陽市，成為屬名的由來。種名意指「中國的」。